# Équipe de Belgique de football en 1983
Maillots
Chronologie
Saison précédente Saison suivante
L'équipe de Belgique de football dispute en 1983 les éliminatoires du Championnat d'Europe 1984 en France.

## Objectifs
Le seul objectif de la saison pour la Belgique est de tenter de se qualifier pour l'Euro 1984 en France.

## Résumé de la saison
Après le mondial, plusieurs cadres de l'équipe prennent leur retraite internationale, parmi lesquels Wilfried Van Moer et les frères Luc et Marc Millecamps. Leurs remplaçants les font vite oublier et entament les éliminatoires de l'Euro 1984 par quatre victoires en quatre rencontres, des résultats qui leur permettent d'assurer leur qualification alors qu'il reste encore deux rencontres à jouer, qui se solderont par un partage et une défaite lors de l'ultime journée.

## Bilan de l'année
L'objectif est atteint, la qualification est assurée le 12 octobre malgré le partage (1-1) en Écosse suivi d'une défaite (1-3) sans conséquence en Suisse lors de la dernière journée. Les éliminatoires du Championnat d'Europe de 1984 sont une réussite pour les Belges qui terminent largement en tête de leur groupe.

### Championnat d'Europe 1984

#### Éliminatoires (Groupe 1)
| Rang | Équipe             | Pts | J | G | N | P | Bp | Bc | Diff |  | Résultats (▼ dom., ► ext.) |     |     |     |     |
| ---- | ------------------ | --- | - | - | - | - | -- | -- | ---- |  | -------------------------- | --- | --- | --- | --- |
| 1    | Belgique           | 9   | 6 | 4 | 1 | 1 | 12 | 8  | +4   |  | Belgique                   |     | 3-0 | 2-1 | 3-2 |
| 2    | Suisse             | 6   | 6 | 2 | 2 | 2 | 7  | 9  | -2   |  | Suisse                     | 3-1 |     | 0-0 | 2-0 |
| 3    | Allemagne de l'Est | 5   | 6 | 2 | 1 | 3 | 7  | 7  | 0    |  | Allemagne de l'Est         | 1-2 | 3-0 |     | 2-1 |
| 4    | Écosse             | 4   | 6 | 1 | 2 | 3 | 8  | 10 | -2   |  | Écosse                     | 1-1 | 2-2 | 2-0 |     |

- Sélection qualifiée pour l'Euro 1984

## Les matchs
| Championnat d'Europe 1984 Éliminatoires - Groupe 1            | Allemagne de l'Est     | 1 - 2   | Belgique                           | Zentralstadion Leipzig, Allemagne de l'Est      |                                                 |
| 30 mars 1983 · 17:00 heure locale · Historique des rencontres | Streich 83e            | (0 – 1) | Van Der Elst 36e · Vandenbergh 69e | Spectateurs : 75 000 Arbitrage : John Carpenter | Spectateurs : 75 000 Arbitrage : John Carpenter |
| 30 mars 1983 · 17:00 heure locale · Historique des rencontres | Rapport (RBFA) Rapport |         |                                    | Spectateurs : 75 000 Arbitrage : John Carpenter | Spectateurs : 75 000 Arbitrage : John Carpenter |

| Championnat d'Europe 1984 Éliminatoires - Groupe 1             | Belgique                  | 2 - 1   | Allemagne de l'Est | Stade du Heysel Laeken, Belgique                      |                                                       |
| 27 avril 1983 · 20:00 heure locale · Historique des rencontres | Ceulemans 18e · Coeck 38e | (2 – 1) | Streich 9e         | Spectateurs : 43 894 Arbitrage : Emilio Guruceta-Muro | Spectateurs : 43 894 Arbitrage : Emilio Guruceta-Muro |
| 27 avril 1983 · 20:00 heure locale · Historique des rencontres | Rapport (RBFA) Rapport    |         |                    | Spectateurs : 43 894 Arbitrage : Emilio Guruceta-Muro | Spectateurs : 43 894 Arbitrage : Emilio Guruceta-Muro |

| Match amical                                                 | Belgique               | 1 - 1   | France  | Stade Municipal "Neie Stadion" Luxembourg-Ville, Grand-Duché de Luxembourg |                                                     |
| 31 mai 1983 · 20:15 heure locale · Historique des rencontres | Voordeckers 12e        | (1 – 1) | Six 11e | Spectateurs : 5 880 Arbitrage : Norbert Rolles (hu)                        | Spectateurs : 5 880 Arbitrage : Norbert Rolles (hu) |
| 31 mai 1983 · 20:15 heure locale · Historique des rencontres | Rapport (RBFA) Rapport |         |         | Spectateurs : 5 880 Arbitrage : Norbert Rolles (hu)                        | Spectateurs : 5 880 Arbitrage : Norbert Rolles (hu) |

Note : Ce match amical fut l'une des deux rencontres organisées à Luxembourg pour célébrer le 75e anniversaire de la fédération luxembourgeoise de football (FLF), l'autre ayant opposé la RFA à la Yougoslavie le 7 juin 1983.
| Match amical                                                       | Belgique               | 1 - 1   | Pays-Bas       | Stade du Heysel Laeken, Belgique                    |                                                     |
| 21 septembre 1983 · 20:00 heure locale · Historique des rencontres | Voordeckers 75e        | (0 – 2) | van Basten 65e | Spectateurs : 11 746 Arbitrage : Ulrich Nyffenegger | Spectateurs : 11 746 Arbitrage : Ulrich Nyffenegger |
| 21 septembre 1983 · 20:00 heure locale · Historique des rencontres | Rapport (RBFA) Rapport |         |                | Spectateurs : 11 746 Arbitrage : Ulrich Nyffenegger | Spectateurs : 11 746 Arbitrage : Ulrich Nyffenegger |

| Championnat d'Europe 1984 Éliminatoires - Groupe 1               | Écosse                 | 1 - 1   | Belgique        | Hampden Park Glasgow, Écosse                     |                                                  |
| 12 octobre 1983 · 20:00 heure locale · Historique des rencontres | Nicholas 50e           | (0 – 1) | Vercauteren 31e | Spectateurs : 23 475 Arbitrage : Enzo Barbaresco | Spectateurs : 23 475 Arbitrage : Enzo Barbaresco |
| 12 octobre 1983 · 20:00 heure locale · Historique des rencontres | Rapport (RBFA) Rapport |         |                 | Spectateurs : 23 475 Arbitrage : Enzo Barbaresco | Spectateurs : 23 475 Arbitrage : Enzo Barbaresco |

| Championnat d'Europe 1984 Éliminatoires - Groupe 1               | Suisse                                     | 3 - 1   | Belgique        | Stade du Wankdorf Berne, Suisse              |                                              |
| 9 novembre 1983 · 20:00 heure locale · Historique des rencontres | Schällibaum 24e · Brigger 76e · Geiger 89e | (1 – 0) | Vandenbergh 64e | Spectateurs : 10 000 Arbitrage : Volker Roth | Spectateurs : 10 000 Arbitrage : Volker Roth |
| 9 novembre 1983 · 20:00 heure locale · Historique des rencontres | Rapport (RBFA) Rapport                     |         |                 | Spectateurs : 10 000 Arbitrage : Volker Roth | Spectateurs : 10 000 Arbitrage : Volker Roth |

## Les joueurs
| Joueurs               | Joueurs                   | QCE 1984 | QCE 1984 | Amical | Amical | QCE 1984 | QCE 1984 |
| --------------------- | ------------------------- | -------- | -------- | ------ | ------ | -------- | -------- |
| Gardiens de but       |                           |          |          |        |        |          |          |
| Jacky Munaron         | RSC Anderlechtois         | 90       | r        | 90     | r      | r        | r        |
| Wim De Coninck        | KSV Waregem               | r        |          | r      |        |          |          |
| Jean-Marie Pfaff      | Bayern Munich             |          | 90       |        | 90     | 90       | 90       |
| Défenseurs            |                           |          |          |        |        |          |          |
| Eric Gerets           | Standard de Liège         | 90 60e   | 90       | 90     | 90     | 90       | 90 61e   |
| Luc Millecamps        | KSV Waregem               | 90       | 90       | 90     | 90     | 90       | 90       |
| Walter Meeuws         | Standard de Liège         | 85e 33e  | 90       | 90     | 90     | 78e      | 90       |
| Michel De Groote      | RSC Anderlechtois         | 46e      | 90       |        |        |          |          |
| Marc Baecke           | SK Beveren                | 46e      | r        |        |        |          |          |
| Leo Clijsters         | K Waterschei SV THOR Genk | 85e      |          | 59e    | r      |          |          |
| Michel De Wolf        | RWD Molenbeek             |          |          | 90     | 90     | 78e      | r        |
| Gaston Boeckstaens    | Royal Antwerp FC          |          |          | r      |        |          |          |
| Michel Wintacq        | Standard de Liège         |          |          |        |        | 90,      |          |
| Milieux               |                           |          |          |        |        |          |          |
| François Van Der Elst | West Ham United           | 90       | 90       | 90     |        | 90       | 46e 15e  |
| Guy Vandersmissen     | Standard de Liège         | 90       | 90       | 90     | 90     | r        | 46e      |
| Ludo Coeck            | RSC Anderlechtois         | 90       | 90       | 90     | 85e    | 90       | 63e      |
| Franky Vercauteren    | RSC Anderlechtois         | 90       | 90       | 90     | 90     | 90       | 90       |
| Jos Daerden           | Standard de Liège         | r        | r        |        |        |          |          |
| René Verheyen         | Club Bruges KV            |          | r        |        | 85e    | r        | r        |
| Leo Van Der Elst      | Royal Antwerp FC          |          |          | r      |        |          |          |
| Raymond Mommens       | KSC Lokeren               |          |          |        | r      | r        | 90       |
| Attaquants            |                           |          |          |        |        |          |          |
| Erwin Vandenbergh     | RSC Anderlechtois         | 90       | 90       |        | 90     |          | 90       |
| Jan Ceulemans         | Club Bruges KV            | 90       | 90       |        | 90     | 90       | 90       |
| Eddy Voordeckers      | K Waterschei SV THOR Genk | r        | r        | 90     | 90     | 90       | 90       |
| Marc Van Der Linden   | Royal Antwerp FC          |          |          | 59e    |        |          |          |
| Nico Claesen          | RFC Sérésien              |          |          |        |        | 90       | 63e      |

Un « r » indique un joueur qui était parmi les remplaçants mais qui n'est pas monté au jeu.
1. 1 2 3  Dernière sélection officielle pour le joueur.
2. 1 2 3 4 5  Première sélection officielle pour le joueur.

## Aspects socio-économiques

### Couverture médiatique
| Jour de diffusion | Match                         | Compétition          | Diffuseur francophone | Diffuseur néerlandophone |
| ----------------- | ----------------------------- | -------------------- | --------------------- | ------------------------ |
| 30 mars 1983      | Allemagne de l'Est - Belgique | Championnat d'Europe | RTBF                  | BRT                      |
| 27 avril 1983     | Belgique - Allemagne de l'Est | Championnat d'Europe | non diffusé           | non diffusé              |
| 31 mai 1983       | Belgique - France             | Amical               | RTBF                  | non diffusé              |
| 21 septembre 1983 | Belgique - Pays-Bas           | Amical               | RTBF                  | non diffusé              |
| 12 octobre 1983   | Écosse - Belgique             | Championnat d'Europe | RTBF                  | BRT                      |
| 9 novembre 1983   | Suisse - Belgique             | Championnat d'Europe | RTBF                  | BRT                      |

Source : Programme TV dans Gazet van Antwerpen.

## Sources

### Archives
1. ↑  (nl) « Concentra online archief », sur krantenarchief.concentra.be, Mediahuis.